# Merlin

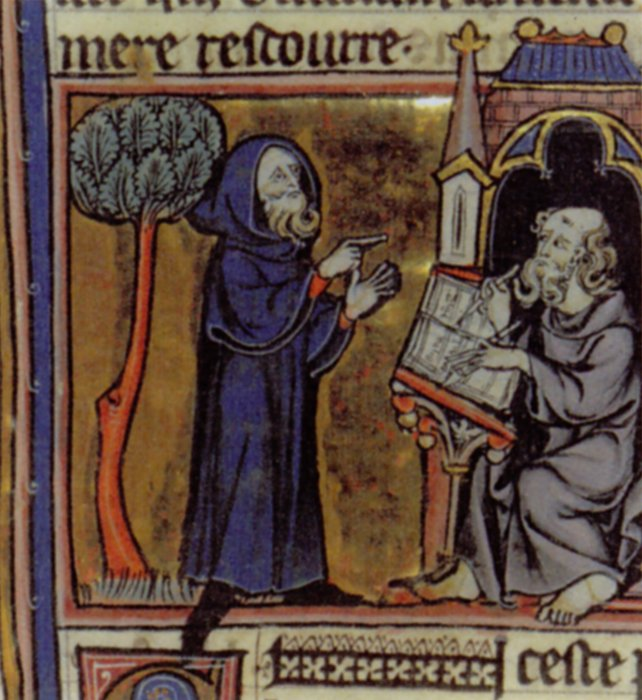
Merlin beim Diktieren seiner Gedichte, frz. Buchmalerei aus dem 13. Jahrhundert

Merlin (vom walisischen Myrddin ['mɘrðin]) ist der Name eines bekannten Barden, Sehers und Zauberers aus dem Artuszyklus.

## Name
Der latinisierte Name Merlinus erscheint erstmals bei Geoffrey von Monmouth (Historia Regum Britanniae, um 1135). Zugrunde liegt ein Myrddin oder Merddin, der ebenfalls um das 12. Jahrhundert in walisischen Legenden auftaucht. Geoffrey identifiziert Merlinus mit Ambrosius Aurelianus, der bei Nennius (9. Jh.) erwähnt wird.
Der walisische Name lautet Merddin, Myrddin (das  Llyfr Du Caerfyrddin, um 1250, hat die Schreibung Myrtin). Die bretonische Form Marzin ist sehr unsicher.
Die Herkunft des Namens ist unsicher, vermutet wurde ein Reflex des lateinischen Martinus. Damit läge der Ursprung der Figur des Myrddin in Legenden über Martin von Tours, dem Ninian kurz nach dessen Tod (397) eine Kirche in Whithorn gewidmet haben soll.
Anwyl (1916) argumentiert, dass die walisische Entsprechung zu Martinus zunächst Merthin gelautet hätte, möglicherweise aber mit einem lautgesetzlichen Übergang von -rth- zu -rdd- zu Merddin geworden wäre. Die sprachliche Realität der Form Merddin sei ersichtlich aus einem Gedicht des Dafydd ap Gwilym.
Die Latinisierung als Merlinus erklärte Gaston Paris durch den Umstand, dass Geoffrey von Monmouth von der Form *Merdinus zurückgeschreckt sei, um einen Anklang an merda „Fäkalien“ zu vermeiden.
Die volksetymologische Verbindung zum Ortsnamen  Carmarthen, walisisch Caer Fyrddin, hat die Form Myrddin (anstelle von Merddin oder Merthin) begünstigt; fyrddin ist die lenierte Form von myrddin, von einem mori-dunon „Festung am Meer“. Dieser Name der Stadt ist  seit der Antike bekannt, als Moridunum. Mit der volksetymologischen Umdeutung wurde der Name dann aber auch als „Festung des Merlin“ interpretiert. A.O.H. Jarman vertrat die Ansicht, dass umgekehrt der Name Myrddin selbst eine volksetymologische Ableitung aus dem Ortsnamen Caer Fyrddin sei.
Es gab andere Vorschläge, die den Namen Myrddin aus dem Keltischen herleiten unter anderem von  *mer- „verrückt, ungesund, sinnlos“ und (go)donios (walisisch: dyn) „Person, Mann“, also als  Bezeichnung für einen „verrückten Menschen“.
La Villemarqué (1861) wollte den Namen von einem bretonischen Marthin, Marzin herleiten, das er mit dem Wort für „Wunder“ (marz, von urkeltisch *marto- „Tod“) in Verbindung brachte. Die Vermischung mit dem Heiligen Martin von Tours hätte nach La Villemarqué damit bereits sehr früh in Gallien stattgefunden. Weiter verband Villemarqué die martes, Wesen in der französischen Folklore.

## Walisische Tradition
Literarisch erstmals erwähnt wird Ambrosius Aurelianus bei Nennius in seinem Werk Historia Britonum aus dem 8. bis 9. Jahrhundert. Er beschreibt, wie Ambrosius als „Kind ohne Vater“ vor den britischen König Vortigern gebracht wird, um als Menschenopfer den sicheren Bau seiner Burg zu gewährleisten. Hierbei allerdings beeindruckt der Knabe die Anwesenden durch eine Prophezeiung über den Boden, auf den die Burg gebaut werden soll, dass er nicht geopfert wird. Er prophezeit einen Kampf zwischen einem weißen und einem roten Drachen, der unter der Erde stattfindet, so dass die Burg nicht gebaut werden könne. Es handelt sich hierbei um eine Metapher über den bevorstehenden Krieg zwischen Britanniern und Sachsen.
Nennius' Ambrosius Aurelianus wird bei Geoffrey of Monmouth zu Merlinus Ambrosius.
Das Llyfr Du Caerfyrddin, ein Manuskript aus dem mittleren 13. Jahrhundert, enthält eine der ältesten Überlieferungen in walisischer Sprache, das Gedicht Ymddiddan Myrddin a Thaliesin („Gespräch zwischen Merlin und Taliesin“), das möglicherweise aus dem 11. Jahrhundert stammen könnte.
Bei Giraldus Cambrensis (um 1188) ist Merlinus Celidonius ein  Seher, der in der Schlacht von Arfderydd den Verstand verloren haben soll. Er kämpfte für König Gwenddoleu fab Ceidiaw gegen Rhydderch Hael, vor dem er schließlich nach Schottland floh. Dort erhält er in der Einsamkeit der Wälder die Gabe der Weissagung.
Von Lloyd (1894) stammt der Vorschlag, dass die mittelalterliche walisische Tradition um Myrddin zwei Figuren vermischt, einen Myrddin Emrys, ursprünglich Ambrosius Aurelianus, und den Merlinus Celidonius oder Merlin Sylvestris aus Giraldus Cambrensis. Mit dem letzteren sei außerdem später (im 15. Jahrhundert) die Figur des  Laleocen aus der Vita Sancti Kentigerni (12. Jahrhundert) vermischt worden zu Figur des Wilden Mannes Myrddin Lailoken oder Myrddin Wyllt.
Eine der Walisischen Triaden von Iolo Morganwg (Edward Williams) (1801) nennt  „Die drei besten Barden der Insel Britannien“: Merddin Emrys (Ambrosius),  Merddin  mab  Morfryn („Merddin, Sohn des Morvyn“) und  Thaliesin  benn  Beirdd („Taliesin, Haupt der Barden“).
Hersart de la Villemarqué veröffentlichte 1839 mit Barzaz-Breiz: Chants populaires de la Bretagne (erweiterte Ausgaben 1845 und 1867) eine Sammlung bretonischer Volkslieder, ähnlich wie bei Williams eine Vermischung aus authentischer Folklore des frühen 19. Jh. und eigener Dichtung. Darin finden sich vier Texte über Merlin (Marzin), darunter die Ballade Marzin-Barz (Merlin der Barde)
Laurent (1974) kam nach Studium der Notizbücher Villemarqués zur Ansicht, dass die Ballade authentische Elemente enthalte.

## Artus-Epik

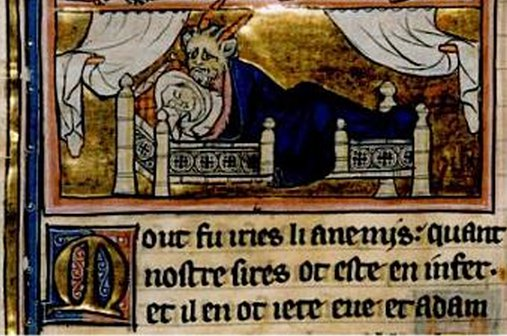
Zeugung des Zauberers Merlins durch einen Incubus.

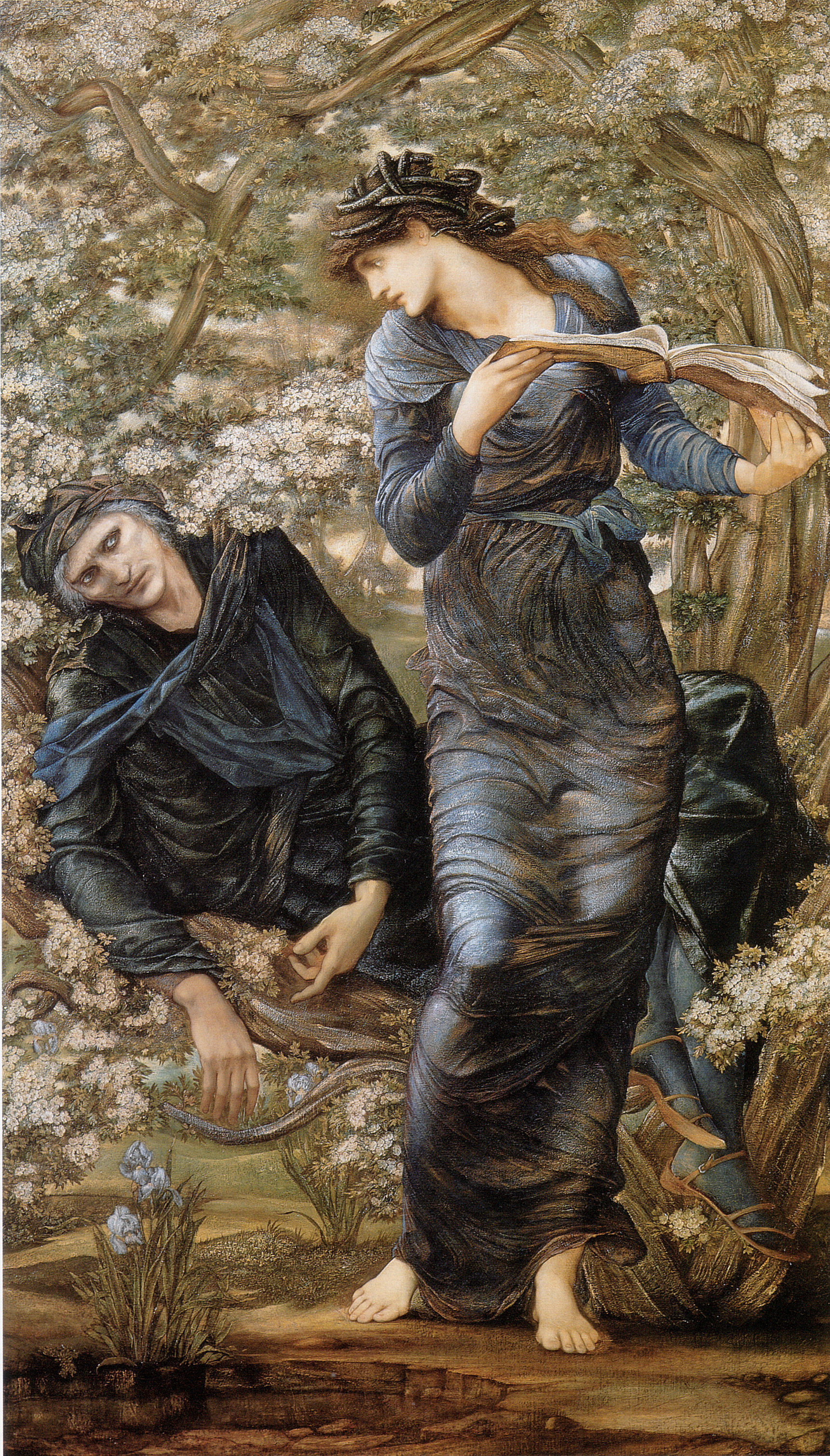
Die Verführung Merlins durch Nimue

Um 1135 übernimmt Geoffrey von Monmouth in seiner Historia Regum Britanniae Merlin als vaterlosen Knaben und die Sage um Vortigerns Burg, bezeichnet ihn aber als Sohn eines Inkubus und einer Nonne königlicher Abstammung. Hier scheint es sich um die Gestalt des Merlin Ambrosius zu handeln, der den jugendlichen Merlin widerspiegelt.
In der um 1150 entstandenen Vita Merlini wird die Figur weiter ausgestaltet und dabei erstmals an die Artussage angebunden.
Durch die Übertragung der Historia regum Britanniae durch Wace im Roman de Brut 1155 gelangte der Sagenstoff in die französische Literatur, wo er unter anderem von Chrétien de Troyes aufgenommen wurde. Merlin erscheint jetzt als Zauberer und Ratgeber Artus’, der sich an seinem Lebensende aus der Welt zurückzieht. Robert de Boron baut 1210 im Versroman Histoire de Merlin die Erzählung aus. Er macht Merlin zu Artus’ Erzieher und führt sowohl die Tafelrunde als auch die Suche nach dem Gral auf Merlin zurück. Um 1225 entstand der Sagenzyklus Prose Lancelot, in der die Rolle Merlins als Berater des Artus und dessen Vater Uther Pendragon weiter ausgebaut wird. Im ersten Teil der Prose Lancelot, der Estoire del Saint Grail, wird der prophetische Merlin noch als dämonischer Charakter gezeichnet, während er in den späteren Teilen ab der Estoire de Merlin vor allem in Verbindung mit der Gralssuche erscheint. Auch hier geht sowohl die Tafelrunde als auch die Gralssuche auf ihn zurück, ebenfalls ist die Regelung für Uthers Nachfolge enthalten, nach der derjenige der neue König wird, der das Schwert Excalibur aus dem Stein ziehen kann. Thomas Malory stellte im 15. Jahrhundert verschiedene französische und englische Artuserzählungen in Le Morte d’Arthur zusammen, das 1485 von William Caxton publiziert wurde und als Vorlage für die meisten späteren Bearbeitungen des Stoffes diente.
Im Rahmen der Artussage wird ein weibliches Prinzip Merlin gegenübergestellt. Hierbei handelt es sich entweder um eine helfende Hand, welche als „Dame des Sees“, oft als Vivianne bezeichnet, auftritt und Merlin und seinen Schützling Artus unterstützt. Eine etwas verstärkte Variante bildet die Figur der Nimuë, die häufiger als Geliebte Merlins verstanden wird. Es wird auch erzählt, dass Merlin ihr verfalle und sie ihn töte oder auch einsperre. Ein drittes Prinzip ist oftmals in Morgana oder Morgue abgebildet, welche als Gegenspielerin und Feindin Merlins auftritt. Die Namen werden allerdings oft vertauscht und die Charaktergrenzen sind nicht immer klar abgegrenzt.
Erstmals in der deutschsprachigen Literatur erscheint Merlin um 1480 im Versroman Merlin von Ulrich Füetrer. Hier begegnet und verfällt er der Fee Viviane im Wald von Brocéliande, wo er in ewigen Schlaf fällt.

## Moderne Rezeption

### Vorname und Beiname
Merlin wurde seit dem späten 19. Jahrhundert auch als männlicher Vorname vergeben. In der US-amerikanischen Vornamenstatistik erscheint der Vorname ab 1885. Er erreicht 1927 seine maximale Popularität (auf Rang 290 der in diesem Jahr vergebenen männlichen Vornamen). Danach nimmt seine Popularität stetig ab und der Name verschwindet in den 1970er Jahren aus der Liste der tausend beliebtesten Vornamen. In Frankreich erreichte der Name in der Periode zwischen 2002 und 2011 eine begrenzte Beliebtheit.
Vor allem im Keltischen Neopaganismus ist es außerdem verbreitet, sich mit dem Beinamen Merlin zu schmücken. Dies scheint vor allem in England beliebt zu sein.